# Chiesa della Santissima Trinità (Torre Annunziata)
La chiesa della Santissima Trinità è un edificio di culto cattolico di Torre Annunziata, situata in via Gino Alfani nel quartiere Gambardella, facente parte del 13º decanato dell'Arcidiocesi di Napoli. Vi si celebra il culto della Santissima Trinità.

## Storia
Nel 1829 nel quartiere Oncino, all'epoca facente parte del comune di Boscotrecase, tale Sabato De Felice, fece costruire sulla Strada Regia, una cappella dedicata alla SS. Trinità, la cui pianta rettangolare misurava 18x36 palmi napoletani, pari a circa 9,5 metri per 4,8. Fu aperta al culto nel mese di dicembre dello stesso anno con il permesso del Cardinale di Napoli Luigi Ruffo Scilla. Per le spese di amministrazione il De Felice elargì una rendita di 20 ducati.

Il 27 febbraio 1877 in seguito all'accorpamento del quartiere Oncino al Comune di Torre Annunziata, il canonico presbitero Rosario Frungillo decise che la cappella divenisse succursale della Chiesa di Santa Maria delle Grazie di Trecase, da cui dipese fino ad allora. Fu permessa la somministrazione dei sacramenti del Battesimo, Eucaristia ed Estrema unzione, registrandone gli avvenimenti per poi trascriverli nel registro parrocchiale.

In seguito alla riunione del Consiglio Comunale del 28 ottobre 1881, data la difficoltà dei fedeli di seguire i riti religiosi, il sindaco Ciro Ilardi chiese all'Arcivescovo di Napoli Guglielmo Sanfelice di istituire una nuova Parrocchia, avente sede nella Cappella della SS. Trinità, oppure di aggregare il territorio al Santuario dello Spirito Santo, ma la richiesta non ebbe alcun seguito.
Nel consiglio comunale del 30 ottobre 1924 si decise di riproporre la richiesta al Cardinale Alessio Ascalesi, che la Rettoria della SS. Trinità venisse eretta in Parrocchia autonoma, richiesta accolta il 22 marzo 1926 con l'emessione della Bolla di istituzione della nuova Parrocchia, sotto il titolo di Sant'Alfonso nella Cappella della SS. Trinità.

Affinché la nuova Parrocchia potesse funzionare c'era bisogno del Regio Assenso che fu emanato il 2 febbraio 1928, con la nomina a parroco del reverendo Salvatore Farro, che vi rimase fino al 3 luglio 1968, giorno della sua morte.

Nel 1940, in seguito alla decisione di costruire una nuova strada, che unisse il corso Umberto I con l'arenile tramite la Rampa Nunziante, fu necessario abbattere la chiesa di vicoletto Trinità. La nuova strada fu intitolata ad Italo Balbo e nel dopoguerra a Gino Alfani. Dopo la demolizione la parrocchia fu provvisoriamente trasferita in un fabbricato di corso Umberto I, ma il 14 settembre 1943 fu distrutta da un bombardamento aereo.

In seguito al catastrofico evento, Monsignore Farro ottenne l'autorizzazione del Cardinale Alfonso Castaldo, per ricostruirla, a spese dello Stato, su via Balbo ma a causa della guerra ancora in corso i lavori furono sospesi e ripresi alla fine del conflitto.
La nuova chiesa, ancora incompleta, fu benedetta e riaperta al culto nel 1951. Il 2 ottobre 1955, durante la visita alla Parrocchia del Cardinale Marcello Mimmi, Arcivescovo di Napoli, si decise di intitolare la chiesa solo alla SS. Trinità, in quanto a Torre Annunziata c'era già una parrocchia dedicata a Sant'Alfonso.

Il 22 ottobre 1970 con decreto del Presidente della Repubblica fu riconosciuta la personalità giuridica della Chiesa parrocchiale della SS. Trinità in Torre Annunziata.

## Struttura
Dell'originaria struttura costruita nel 1829 da Sabato De Felice, all'angolo di via Gino Alfani si vedono alcuni resti. Ricostruita nel 1950 in seguito ai bombardamenti, ha subito danni a causa del terremoto del 1980.

È strutturata su un'unica navata con finestroni colorati, sull'altare maggiore è posta una tela settecentesca che raffigura la Trinità. La facciata, in stile semplice, è affiancata da un campanile.